# Görög és római remekírók iskolai könyvtára
A Görög és római remekírók iskolai könyvtára egy 20. század eleji magyar nyelvű könyvsorozat címe volt, amely kötetei ókori görög és római irodalmi műveket – vagy azok részleteit – tartalmazták magyar nyelven. A sorozat a következő köteteket tartalmazta:
- Anthologia lyrica graeca vagyis szemelvények az elegia, epigramma, iambos és melos köréből. A gymnasium VI. osztálya számára szerkesztette, bevezetéssel, jegyzetekkel és metrikai függelékkel fölszerelte Lipóczi Keczer Géza dr. (n. 8-r. VIII, 171 l.) 1901. 1.20
- Szemelvények C. Julius Caesar commentarii de bello gallico c. műveiből. A gymnasium IV. osztálya számára magyarázattal és szótárral ellátva szerkesztette Roseth Arnold. (n. 8-r. 1 címkép, 3, 212 l.) 1901. 2.60
- Cicero, M. Tullius. De imperio Gnaei Pompei oratio ad quirites. (Pro lege Manlia.) Magyarázta dr. Kont Ingác. (k. 8-r. 68 l.) (1901.) 1.–
- Cicero, M. Tullius – , védőbeszéde A. Licinius Archias ügyében. Magyarázta Geréb József. (k. 8-r. 47, 1 l.) 1901. –.60, U. a. (k. 8-r. 47, 1 l.) 1910. – .70
- Homeros Iliasa. Bő szemelvényekben kiadta és bevezetéssel ellátta Csengeri János dr. 3., javított kiadás. (n. 8-r. LXXX, 264 l. 1 címkép, 1 térkép) 1902. 3.60
- Homeros Odysseiája. Bő szemelvényekben kiadta és bevezetésekkel ellátta Csengeri János. 4., javított kiadás. (LXXII, 253, 3 l. 1 címkép) 1907. 2.80
- Livii, Titi, ab urbe condita liber XXI. et XXII. Bevezetéssel és magyarázatokkal ellátták Bartal Antal és Malmosi Károly. Javította Paulovics István. 5. kiadás. (131 l.) 1909. 2.–
- C. Sallusti Crispi libri de coniuratione Catilinae et de bello Jugurthino. Magyarázó bevezetéssel ellátták dr. Bartal Antal és Malmosi Károly. (n. 8-r. XIV, 89 l.) 1904. 1.40
- P. Vergilii Maronis Aeneidos libri XII. Bevezetéssel és magyarázatokkal ellátta Pirchala Imre. I. kötet. I–VI. 6. kiadás. (n. 8-r. 168 l.) É. n. 1.80